# Atla
Atla — рід грибів родини Verrucariaceae. Назва вперше опублікована 2008 року.

## Класифікація
До роду Atla відносять 9 видів:
- Atla alaskana
- Atla alpina
- Atla oulankaensis
- Atla palicei
- Atla praetermissa
- Atla recondita
- Atla tibelliorum
- Atla vitikainenii
- Atla wheldonii